# Atractus pantostictus
Atractus pantostictus là một loài rắn trong họ Colubridae. Loài này được Fernandes & Puorto miêu tả khoa học đầu tiên năm 1993.